# 白鹭洲 (南京)

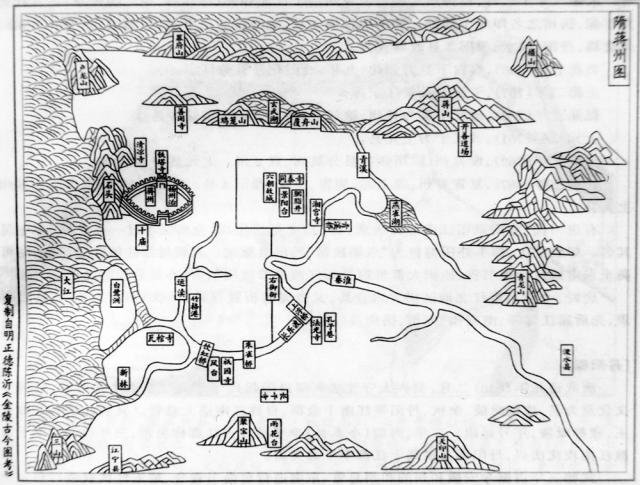
隋朝蒋州地图，描绘的白鹭洲为长江江心沙洲

白鹭洲，是南京历史上的长江江心沙洲。今已不存。白鹭洲得名于，沙洲上聚集的白鹭。李白《登金陵凤凰台》诗云：“三山半落青天外，二水中分白鷺洲”即指此处沙洲，北宋大将曹彬败南唐于此，但后世江流西移，洲与陆地相连接。